# Érica Rivas

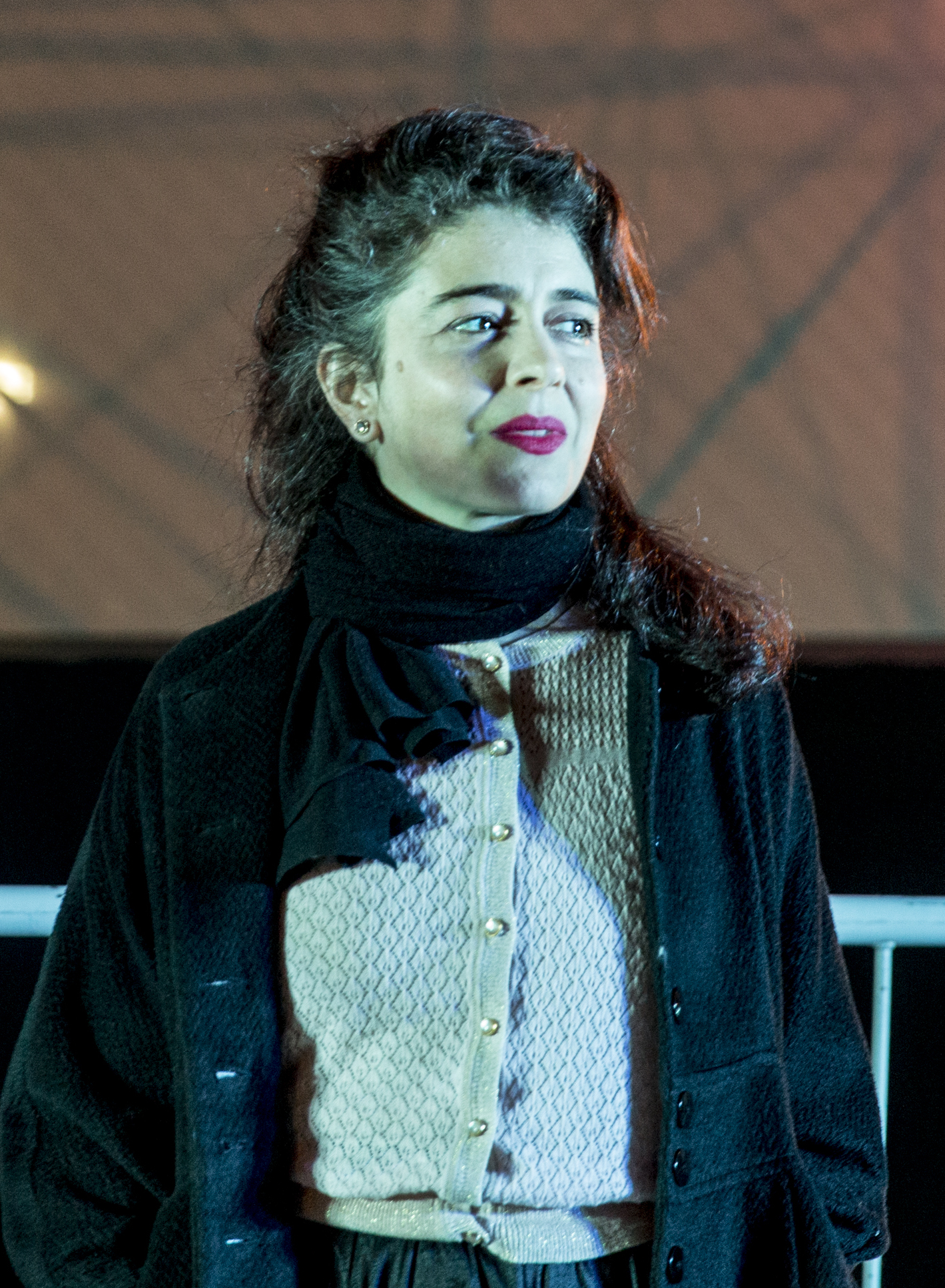
Érica Rivas (2017)

Érica Rivas (geboren am 1. Dezember 1974 in Ramos Mejía, Provinz Buenos Aires) ist eine argentinische Schauspielerin, Komikerin und Filmproduzentin. Sie wurde durch ihre Rolle der María Elena Fuseneco in der argentinischen Sitcom Casados con Hijos und durch ihre Hauptrolle in Wild Tales – Jeder dreht mal durch! bekannt.

## Leben
Rivas hat drei Geschwister. Nach dem Abitur am Colegio Emáus studierte sie Psychologie an der Universidad de Buenos Aires, brach das Studium jedoch ab. Sie war mit dem Schauspieler Rodrigo de la Serna verheiratet, mit dem sie eine Tochter, Miranda, hat. 2008 übernahm sie eine Rolle in der Telenovela Los Exitosos Pells. Weil sich die Premiere verzögerte, musste sie die Serie verlassen. Grund war, dass sie einen Vertrag zur Aufnahme eines anderen Films unterschrieben hatte. Im selben Jahr erhielt sie noch einmal die Anfrage, bei Underground Contenidos mitzuspielen, was sie abermals ablehnte. Ein Jahr später bekam sie eine weitere Anfrage der Produktionsgesellschaft, in Vecinos en Guerra eine Rolle zu übernehmen. Am Anfang stimmte sie zu. Später wurde die Geschichte des Films neu geschrieben, daher lehnte sie es ab. Monate später erhielt sie das Angebot, im Film Hasta que la Muerte nos Separe aus der Reihe Relatos Salvajes mitzuspielen. Für ihre Teilnahme an dem Film wurde sie bei den Premios Condor de la Plata als beste Nebendarstellerin ausgezeichnet und erhielt den Premio Sur als beste Darstellerin. Der Film wurde in argentinischen Kinos veröffentlicht und war einer der erfolgreichsten Filme im Zeitraum von 2010 bis 2019 im argentinischen Kino. 2015 wurde er für den Oscar für den besten fremdsprachigen Film nominiert.
2014 spielte Rivas in Aire libre mit, für den sie dem Premio Sur als beste Nebendarstellerin erhielt.

## Filmografie
- Archivo negro
- Las Mujeres Llegan Tarde
- Boca de Fresa
- Otros pecados
- 1996: The Salt in the Wound
- 1996: Kisses On the Forehead
- Seit 1998: Desesperadas por el Aire
- 1998–1999: Gasoleros
- 1999: Junta
- 2000: Calientes
- 2001: Cabeza de Tigre
- 2001: Gallito Ciego
- 2005–2006: Casados con hijos
- 2006: Una novia errante
- 2006: Chile 672
- 2007: Reparaciones
- 2008: Die Tränen meiner Mutter
- 2009: Toda la gente sola
- 2009: Night Runner
- 2009: Tetro
- 2010: Before Opening Night
- 2010: Alles deine Schuld (Por tu culpa)
- 2012: 23 pares
- 2013: La Donna
- 2014: Aire libre
- 2014: El cerrajero
- 2014: Pistas para volver a casa
- 2014: Wild Tales – Jeder dreht mal durch! (Relatos salvajes)
- 2015: Incident Light
- 2017: Das Komplott – Verrat auf höchster Ebene (La Cordillera)
- 2018: Die feurigen Schwestern (Las hijas del fuego)
- 2019: Bruja
- 2019: Los sonámbulos
- 2020: The Intruder (El prófugo)
- 2021: Reloj, soldad
- 2023: Elena weiß Bescheid (Elena sabe)